# Осинг
Осинг (индон. Bahasa Osing) — один из австронезийских языков, распространён на востоке острова Ява (провинция Восточная Ява, округ Баньюванги).
По данным Ethnologue, количество носителей данного языка составляло 300 тыс. чел. в 2000 году. Является родным для народа осинг.
Зачастую осинг рассматривается как диалект яванского языка, однако имеет ряд отличий от последнего, как в фонологическом, так и в лексическом плане. Так, для него характерно наличие соединительного инфикса /-y-/, например ngumbyah, kidyang при ngumbah и kidang в яванском. К числу отличий в словаре можно отнести такие примеры, как: hing «не» (при стандартном яванском ora), paran «что» (при яванском piye).